# Patrick (компания)
Patrick — промышленная компания со штаб-квартирой в Ауденарде, Восточная Фландрия, Бельгия, специализирующаяся на выпуске спортивной обуви, одежды и инвентаря.

## История
Первоначально компания называлась Patrick-Chaussures Techniques и была основана Патриком Бенетьё в 1892 году. Обувь выпускалась на небольшой фабрике в департаменте Вандея, Франция.

## Продукция
Компания производит обувь для футбола, для спортивного бега, велосипедного спорта, баскетбола, теннисные туфли и обувь для игры в регби.